# Gory Katutau
Gory Katutau är en bergskedja i Kazakstan.   Den ligger i oblystet Almaty, i den östra delen av landet, 1 000 km sydost om huvudstaden Astana.